# Lenkanahalli, Turuvekere
Lenkanahalli là một làng thuộc tehsil Turuvekere, huyện Tumkur, bang Karnataka, Ấn Độ.